# Ніколаєвка (Німецький національний район)
Нікола́євка (рос. Николаевка) — село у складі Німецького національного району Алтайського краю, Росія. Адміністративний центр та єдиний населений пункт Ніколаєвської сільської ради.

## Населення
Населення — 1074 особи (2010; 1342 у 2002).
Національний склад (станом на 2002 рік):
- росіяни — 55 %
- німці — 32 %